# Port Elizabeth (Saint-Vincent-et-les-Grenadines)
Pour la ville d'Afrique du Sud, voir Port Elizabeth.
Port Elizabeth est une ville de Saint-Vincent-et-les-Grenadines, chef-lieu de la paroisse de Grenadines.